# Manfred Amerell
Manfred Amerell (* 25. Februar 1947 in München; † zwischen dem 6. und dem 11. Dezember 2012 ebenda) war ein deutscher Fußballfunktionär und -schiedsrichter. Er war von 1986 bis 1994 in 66 Partien Schiedsrichter der Fußball-Bundesliga; hauptberuflich war er Hotelier.

## Leben und Karriere
Manfred Amerell war Landesligaspieler beim TSV Milbertshofen. Danach fungierte er von 1970 bis 1975 als Geschäftsführer beim TSV 1860 München, von 1975 bis 1979 in gleicher Funktion beim FC Augsburg und von 1979 bis 1984 war er Geschäftsführer beim Karlsruher SC.
Nebenher leitete er Fußballspiele im Jugend- und Amateurbereich, wobei er sich für höhere Aufgaben qualifizieren konnte. In der Saison 1984/85 debütierte er in der 2. Bundesliga. Am 28. März 1987 pfiff er sein erstes Spiel der 1. Bundesliga. 1991 und 1994 leitete er DFB-Supercup-Spiele. Höhepunkt seiner Laufbahn war die Leitung des Endspiels im DFB-Pokal 1994 zwischen Werder Bremen und Rot-Weiss Essen.
Seit Beendigung seiner Schiedsrichterzeit war Amerell als Funktionär des Deutschen Fußball-Bunds tätig, zuletzt als Schiedsrichtersprecher für die über 80.000 im DFB tätigen Referees. In dieser Funktion kritisierte er wiederholt den mangelnden Respekt der Spieler vor Schiedsrichterentscheidungen und das seiner Ansicht nach unangemessene Verhalten von Vereinsfunktionären am Spielfeldrand. Dabei sprach er von „Heuchlern auf der Bank“, die zu einer „Brutalisierung“ des Fußballs beitragen würden. Für die Zeitung Der Tagesspiegel kommentierte Amerell in der Kolumne „Nach-Spiel“ aktuelle Schiedsrichterentscheidungen.
Er betrieb bis November 2010 im Augsburger Stadtteil Haunstetten ein Hotel.
Amerell war verheiratet und hatte zwei erwachsene Zwillingstöchter. Von seiner Frau lebte er getrennt.
Er wurde am 11. Dezember 2012 tot in seiner Münchner Wohnung aufgefunden. Als Todesursache ergab sich nach einer Obduktion ein Herzinfarkt. Die Beisetzung fand am 20. Dezember 2012 auf dem Münchener Westfriedhof statt.

## Rücktritt und Schiedsrichteraffäre
Am 9. Februar 2010 gab Amerell bekannt, dass er seine DFB-Ämter aus gesundheitlichen Gründen ruhen lasse; auch seine Tätigkeit im Vorstand des Süddeutschen Fußball-Verbands (SFV) gab er auf. Am 12. Februar erklärte er dann, er trete aufgrund der gegen ihn erhobenen Vorwürfe, er habe sich einem von ihm betreuten Schiedsrichter, Michael Kempter, gegen dessen Willen mit sexuellen Absichten genähert, von allen Ämtern zurück, da die „öffentlich gemachten Vorverurteilungen ein Ausmaß angenommen haben, das für mich und meine Familie nicht mehr erträglich ist.“ Amerell sprach des Weiteren von einer Hetzkampagne gegen seine Person. Der DFB erklärte, der Rücktritt sei „richtig und notwendig“. Ein juristisches Vorgehen des DFB gegen Amerell lehnte DFB-Präsident Theo Zwanziger ab. Die zuständige Staatsanwaltschaft Augsburg hatte zuvor verlauten lassen, dass gegen Amerell nicht ermittelt werde.
Am 5. November 2010 scheiterte Amerell mit einer Unterlassungsklage gegen Theo Zwanziger vor dem Landgericht Augsburg. Amerell wollte unterbinden lassen, dass ihm weiter Amtspflichtverletzung vorgeworfen werden kann. Das Gericht erklärte, dass Unterlagen und Vernehmungsprotokolle vorlägen, aus denen sich Amtspflichtsverletzungen ablesen ließen. Zudem habe Amerell selbst ausgesagt, die notwendige Distanz im Verhältnis zu Michael Kempter verloren zu haben. Das Urteil wurde im Februar 2011 vom Oberlandesgericht München in letzter Instanz bestätigt.
Im selben Monat begann ein Zivilprozess, in dem Amerell Kempter eine Verletzung des Persönlichkeitsrechts vorwarf und auf Schadenersatz klagte, da Kempter bestritten hatte, dass die Beziehung zu Amerell einvernehmlich gewesen sei. Die Klage wurde zunächst am 12. Mai in erster Instanz abgewiesen. Am 7. Dezember 2011 endete der Rechtsstreit vor dem Oberlandesgericht Stuttgart mit einem Vergleich. Kempter erklärte, dass nicht ausgeschlossen werden könne, dass in Amerells Wahrnehmung seine Ablehnung der Annäherungsversuche Amerells als nicht deutlich genug erschienen sein könnten. Amerell wiederum verzichtete auf seine Schadenersatzforderung. In den Medien wurde das Urteil überwiegend als Erfolg Amerells gewertet, da das Gericht „große Unterschiede zwischen den Aussagen Kempters vor dem Deutschen Fußball-Bund (DFB) sowie vor Gericht und denen in der Presse“ festgestellt habe.